# 軽自動車届出済証

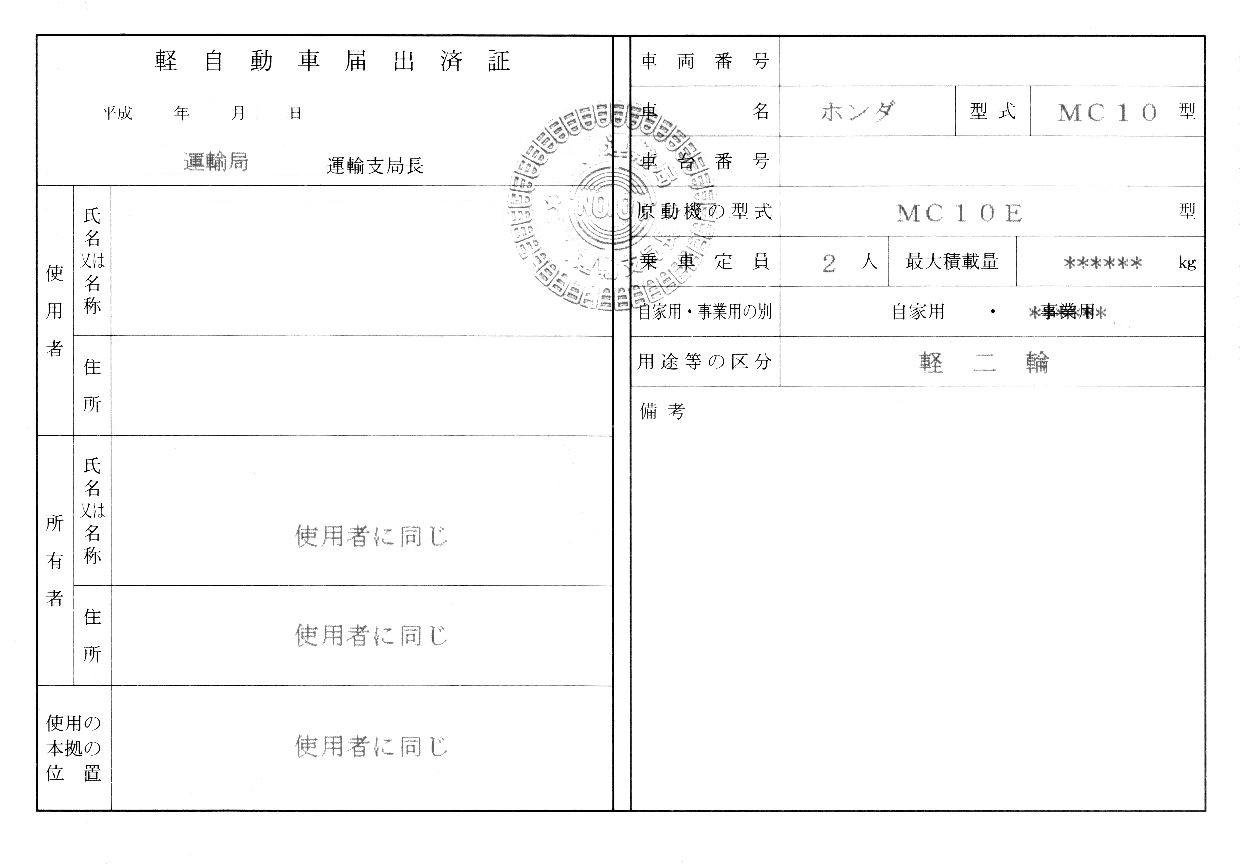
軽自動車届出済証

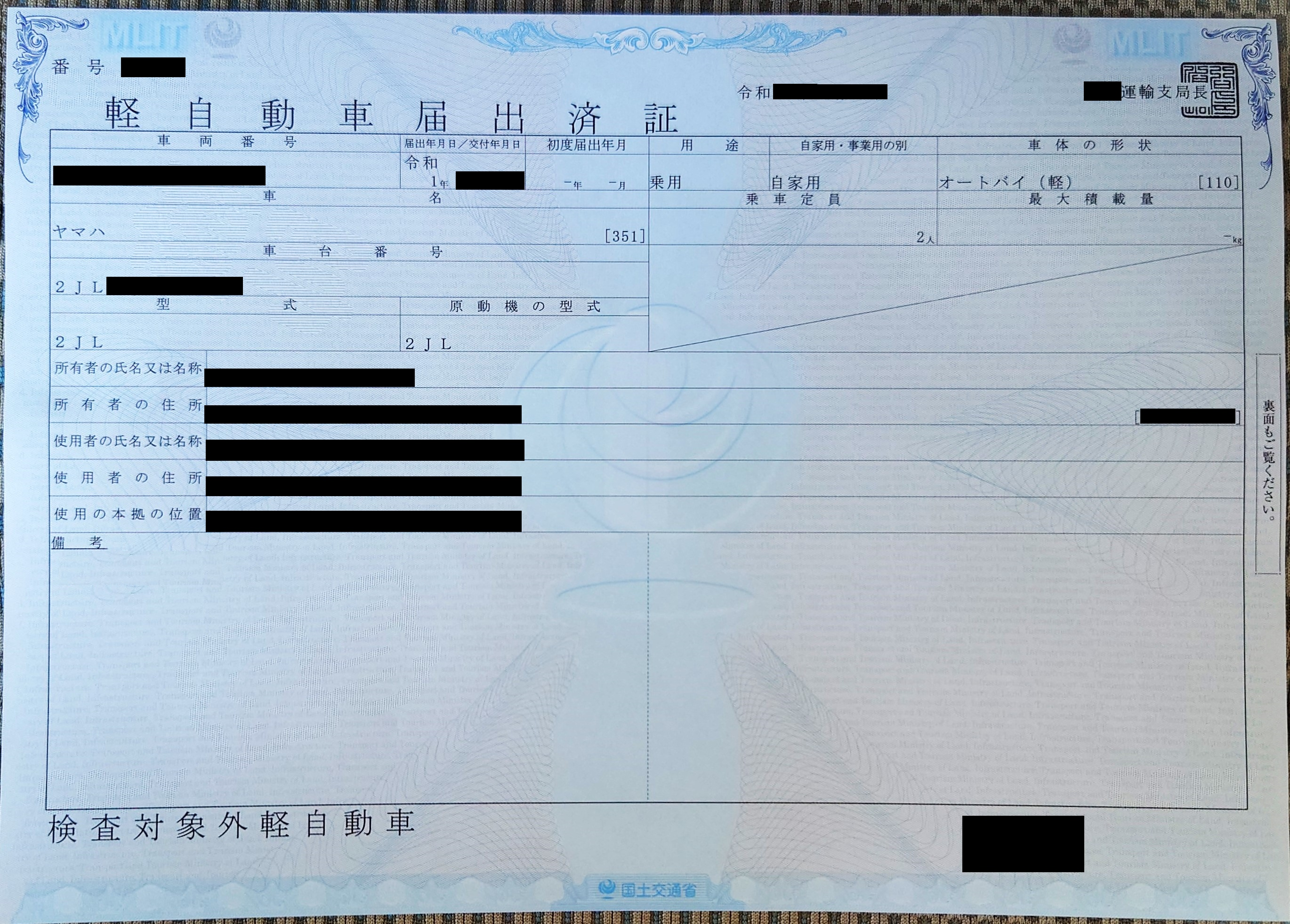
2019年6月以降の軽自動車届出済証

軽自動車届出済証（けいじどうしゃとどけでずみしょう）は、検査対象外軽自動車の道路運送車両法施行規則第63条の2に基づく届出もしくは同条4に基づく記入申請手続完了後に、運輸監理部長または運輸支局長より使用者に対して交付される書面である。検査対象自動車でいう「自動車検査証」、原動機付自転車でいう「標識交付証明書」に相当する。

## 概要
運輸支局に届出をすればナンバープレートと「軽自動車届出済証」が交付される。軽自動車届出済証はA4サイズで、登録車の検査証と同様の用紙に印刷される。
電算化される2019年6月までは、3枚複写式の軽自動車届出書または軽自動車届出済証記入申請書の2枚目で、書類を提出し運輸監理部長または運輸支局長に承認されると、長の押出印が刻印され、使用者または持参人に2枚目のみ返却（交付）された。書類は全国共通様式で、A5サイズであった。なお記載事項に変更がなければ従来のA5サイズの旧様式も有効である。
道路運送車両法施行規則第63条の3の規定により、当該自動車に備え付けが義務づけられる。
検査対象軽自動車の手続きは軽自動車検査協会で行うが、検査対象外軽自動車に関する手続は軽自動車検査協会では行えない。（2019年6月までは、地域によっては運輸支局長名義で軽自動車検査協会の職員が窓口対応して行っている場合もあったが、実際は運輸局職員が決裁していた。）

## 関係法令
道路運送車両法施行規則
（検査対象外軽自動車）
第三十五条の二
法第五十八条第一項の国土交通省令で定める軽自動車は、次の各号に掲げる軽自動車とする。
一　二輪の軽自動車
二　カタピラ及びそりを有する軽自動車
三　被牽引自動車である軽自動車（第一号に掲げる軽自動車又は小型特殊自動車により牽引されるものに限る。）
（検査対象外軽自動車の使用の届出等）
第六十三条の二
車両番号の指定を受けていない検査対象外軽自動車を運行の用に供しようとする者は、運輸監理部長又は運輸支局長に軽自動車届出書を提出しなければならない。この場合において、運輸監理部長又は運輸支局長は、第六十三条の六第二項の軽自動車届出済証返納証明書その他の必要な書面の提出を求めることができる。
（軽自動車届出済証等の備付）
第六十三条の三
検査対象外軽自動車を運行の用に供する者は、前条第三項の規定により交付を受けた軽自動車届出済証又は臨時運転番号標貸与証を当該検査対象外軽自動車に備え付けなければならない。